# Херманис, Алвис
А́лвис Хе́рманис (латыш. Alvis Hermanis, род. 27 апреля 1965, Рига) — латвийский театральный режиссёр, художественный руководитель Нового Рижского театра.

## Биография
Родился в семье журналиста и публициста Волдемара Херманиса.
До пятнадцати лет занимался в спортивной школе рижского хоккейного клуба «Динамо», которую вынужден был оставить по состоянию здоровья.
Посещал студию самодеятельного ансамбля Дворца культуры завода ВЭФ «Ригас пантомима» под руководством Роберта Лигерса (1981—1982). Окончил Народную студию киноактёра при Рижской киностудии (1985, педагоги Арнольд Лининьш и Айна Матиса). С 1984 по 1988 год учился на театральном факультете Латвийской государственной консерватории им. Я. Витола (педагоги М. Кимеле, Э. Фрейбергс, И. Адерманис, М. Тенисонс).
На сцене Нового Рижского театра с 1987 года — студенческая инсценировка романа Франца Кафки «Процесс».

## Актёрские работы в кино
- 1987 — Фотография с женщиной и диким кабаном (реж. А. Криевс, Рижская киностудия) — Карлис Валдерс
- 1988 — Осень, Чертаново… (реж. И. Таланкин, Мосфильм) — Святослав Наварзин, учёный, муж Марии
- 1988 — Латыши? (реж. Г. Земель, Рижская киностудия) — Тарасик-Август
- 1989 — Судьбинушка (реж. А. Фрейманис, Рижская киностудия) — Юрис Алунанс
- 1991 — Райский сад Евы (реж. А. Криевс, Рижская киностудия) — Томас
- 1992 — Изобретатель фараона (реж. Г. Земель, Казахстан)
- ? — Morfinists (реж. И. Хольштейн, телефильм)

## Постановки спектаклей
- 2002 — «Ревизор» Н. В. Гоголя (Новый Рижский театр, Приз прессы им. Л. Попова фестиваля «Балтийский дом» 2002)
- 2003 — «Долгая жизнь» (Новый Рижский театр, Приз зрителей фестиваля «Балтийский дом» 2006)
- 2004 — «Латышские истории» (Новый Рижский театр)
- 2008 — «Идиот» по Ф. М. Достоевскому. Шаушпильхауз (Цюрих).
- 2006 — «Латышская любовь» (Новый Рижский театр)
- 2006 — «Соня» по Татьяне Толстой (Новый Рижский театр, Приз зрителей фестиваля «Балтийский дом» 2008)
- 2007 — «Звук тишины» (Berliner Festspiele и Новый Рижский театр)
- 2008 — «Рассказы Шукшина» (Государственный театр наций)[3]
- 2009 — «Семья» по пьесе Трейси Леттса «Август, Осейдж». Бургтеатр (Вена).
- 2012 — опера «Солдаты» Бернда Алоиса Циммермана. Зальцбургский фестиваль
- 2013 — опера «Гевеин» Харрисона Бёртуистлa. Зальцбургский фестиваль
- 2014 — опера «Трубадур» Джузеппе Верди. Зальцбургский фестиваль
- 2015 — «Енуфа» Леош Яначек. Театр Комунале в Болонье
- 2015 — «Бродский/Барышников». Новый Рижский театр
- 2015 — «Осуждение Фауста» Гектор Берлиоз. Парижская национальная опера
- 2016 — «Двое Фоскари» Джузеппе Верди. Ла Скала
- 2016 — «Любовь Данаи» Рихард Штраус. Зальцбургский фестиваль
- 2016 — «Мадам Баттерфляй» Джакомо Пуччини. Ла Скала
- 2020 — «Горбачёв». Театр наций[4]

## Признание
- Лауреат высшей театральной награды Европы — премии «Европа — театру» в номинации «Новая театральная реальность»
- Премия «Золотая маска» (2010, в составе творческой группы за спектакль «Рассказы Шукшина»)
- Командор ордена Трёх звёзд (2012)
- Премия Балтийской ассамблеи в области искусства (2014)
- Премия «Хрустальная Турандот» (2021) за лучший спектакль («Горбачёв», Театр наций)[5]